# Johan Engelbert Elias
dr. Johan Engelbert Elias (Amsterdam 18 augustus 1875 - Zeist 1 augustus 1959) was een Nederlands historicus die vooral bekend werd om zijn publicatie over het Amsterdamse regentenpatriciaat.

## Familie
Elias was een lid van de Amsterdamse regentenfamilie Elias, geboren aan de Keizersgracht als zoon van Gerbrand Pieter Elias (1834-1913), assuradeur, en Johanna Engelberta ter Meulen (1849-1878). Sommige leden van zijn familie, onder wie zijn broer, lieten zich verheffen in de Nederlandse adel, maar hijzelf niet. Over zijn familie publiceerde hij de studie: De geschiedenis van een Amsterdamsche regentenfamilie. Het geslacht Elias in 1937, gevolgd door een genealogie in 1942.

## Werken
Elias groeide op in een rijk gezin in Amsterdam. Drie jaar na zijn geboorte overleed zijn moeder. Hij had een zwakke gezondheid en was hardhorend, handicaps die zijn leven zouden tekenen. Zo kon hij geen normaal onderwijs volgen en was aangewezen op zelfstudie. 
In de jaren 1892 tot 1905 werkte hij als vrijwilliger op het Amsterdamse gemeentearchief. In die tijd werkte hij aan zijn verzameling gegevens over leden van het Amsterdamse regentenpatriciaat tussen 1578 en 1795, informatie over 14.000 personen. Dit onderzoek resulteerde in het invloedrijke werk De vroedschap van Amsterdam 1578-1795 dat in twee delen in 1903 en 1905 verscheen. Dit omvangrijke prosopografische werk vestigde zijn naam als historicus en bracht de genealogie op een wetenschappelijk niveau.  
De inleiding van De Vroedschap verscheen in 1923 afzonderlijk als Geschiedenis van het Amsterdamsche Regentenpatriciaat; in deze inleiding werden de verschillende interacties tussen de Amsterdamse families beschreven. 
In latere jaren publiceerde hij werken over marinegeschiedenis en de Engels-Nederlandse oorlogen. In 1937 publiceerde hij de geschiedenis van zijn familie terwijl hij in 1943 een autobiografische schets schreef.
Zijn publicaties leverden hem in 1922 een eredoctoraat op van de Universiteit van Amsterdam, geïnitieerd door prof. dr. Hajo Brugmans, en in 1927 werd hij lid van de Koninklijke Nederlandse Akademie van Wetenschappen.
Zijn verslechterende gezondheid maakte dat hij in zijn latere leven geen onderzoek meer kon doen, noch publiceren. Hij overleed in Zeist, waar hij sinds 1922 woonde, net geen 84 jaar oud.